# Coupe des Pays-Bas de football 1987-1988
Navigation
Édition précédente Édition suivante
La Coupe des Pays-Bas de football 1987-1988, nommée la KNVB beker, est la 70e édition de la Coupe des Pays-Bas. La finale se joue le 12 mai 1988 au stade Roi-Guillaume-II à Tilbourg.
Le club vainqueur de la coupe est qualifié pour la Coupe d'Europe des vainqueurs de coupe de football 1988-1989.

## Finale
Le PSV Eindhoven en gagnant la finale contre le SV Roda JC Kerkrade, réussit le doublé coupe-championnat et remporte son quatrième titre. La rencontre s'achève sur le score de 3 à 2 après prolongation, le score après le temps règlementaire est de 2 à 2. C'est le Danois Søren Lerby qui marque le but de la victoire à la 93e minute.
Roda JC se qualifie pour la Coupe d'Europe des vainqueurs de coupe de football 1988-1989 en tant que finaliste perdant.